# Bugnein
Bugnein ist eine französische Gemeinde mit 227 Einwohnern (Stand 1. Januar 2022) im Département Pyrénées-Atlantiques in der Region Nouvelle-Aquitaine (vor 2016: Aquitanien). Die Gemeinde gehört zum Arrondissement Oloron-Sainte-Marie und zum Kanton Le Cœur de Béarn (bis 2015: Kanton Navarrenx).

## Geographie
Bugnein liegt ca. 25 km nordwestlich von Oloron-Sainte-Marie und ca. 45 km westlich von Pau in der historischen Provinz Béarn.
Umgeben wird der Ort von den Nachbargemeinden:
| Audaux                  |                                             | Sauvelade    |
|                         | Kompassrose, die auf Nachbargemeinden zeigt | Vielleségure |
| Viellenave-de-Navarrenx | Bastanès                                    |              |

Bugnein liegt im Einzugsgebiet des Flusses Adour. Der Ortskern liegt im Tal des Gave d’Oloron, einem Zufluss des Gave de Pau.
Außer dem Gave d’Oloron fließen folgende seiner Nebenflüsse durch das Ortsgebiet:
- der Saleys und seine Zuflüsse
  - Ruissuea le Herré und
  - Ruisseau Hulas,
- der Ruisseau les Barthes und sein Zufluss gleichen Namens.[1]

## Geschichte
Der Vicomte Gaston VII. von Béarn verlieh der Siedlung Bunhen den Status einer Bastide. Zur gleichen Zeit bot er den Leibeigenen in Form eines Vertrags ihre Befreiung gegen eine jährliche Zahlung an. Bugnein wurde in der Folge im 13. Jahrhundert als Bunhen in den fors de Béarn, 1334 von den Notaren aus Navarrenx als Bugnhenh erwähnt. Die Arbeiten an der Bastide wurden 1348 aufgrund der ausgebrochenen Pest unterbrochen. Am 3. Juni 1351 halbierte Vicomte Gaston III., genannt Fébus, die Vertragsquote um die Hälfte, was zur Folge hatte, dass sich auch die Fläche der projektierten Bastide halbierte. In der Volkszählung des Béarn von 1385 wurden in Vunhenh 56 Haushalte gezählt und vermerkt, dass die Gemeinde in der Bailliage von Navarrenx liegt. Weitere Toponyme der Gemeinde waren in der Folge Sent Johan de Bunhenh (1396, Notare von Navarrenx), Bunheng (14. Jahrhundert, Volkszählung), Bunienh (1546, Reformation des Béarn), Bugneng und Buneinh (1608 bzw. 1612, Eingliederung in das Bistum Oloron). Während der Hugenottenkriege waren große Kriegsschäden zu verzeichnen. Die Ortskirche wurde von protestantischen Truppen unter Gabriel de Lorges, Graf von Montgomery, in Brand gesetzt. Auf der Karte von Cassini 1750 ist die Gemeinde unter dem heutigen Namen eingetragen.

### Einwohnerentwicklung
Nach dem Höchststand von über 700 Einwohnern in der Mitte des 19. Jahrhunderts ist die Zahl zurückgegangen, stabilisierte sich zwischen 1876 und 1906, bevor die Bevölkerungszahl sich bis heute weiter reduzierte.
| Jahr      | 1962 | 1968 | 1975 | 1982 | 1990 | 1999 | 2006 | 2009 | 2022 |
| --------- | ---- | ---- | ---- | ---- | ---- | ---- | ---- | ---- | ---- |
| Einwohner | 299  | 264  | 256  | 243  | 236  | 245  | 237  | 235  | 227  |

## Sehenswürdigkeiten

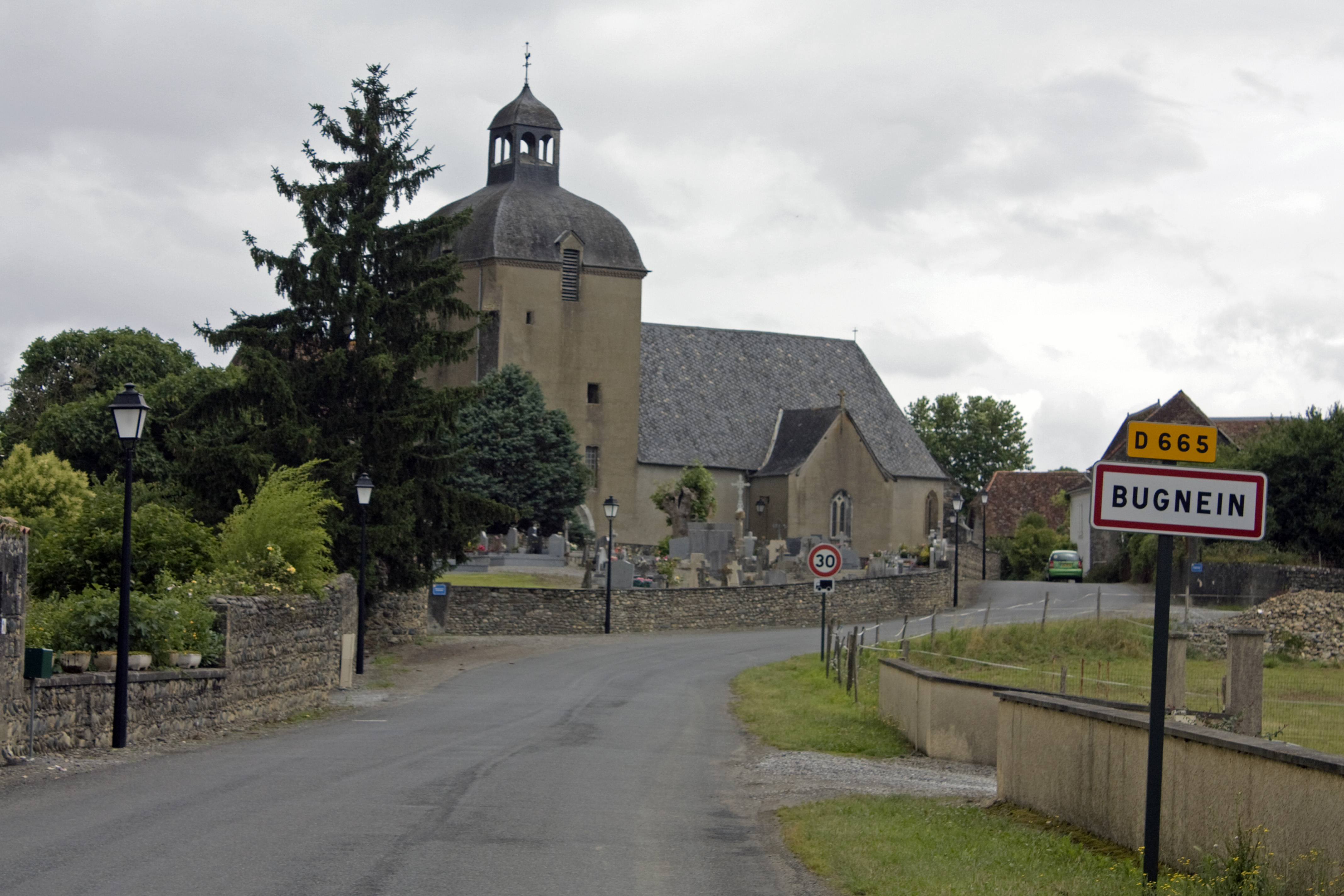
Kirche Saint-Jean-Baptiste

### KircheSaint-Jean-Baptiste
Die Kirche der Gemeinde ist Johannes dem Täufer gewidmet. Nachdem die ursprüngliche Kirche in den Hugenottenkriegen zerstört worden war, wurde sie im 17. Jahrhundert neu gebaut. Ihr Grundriss besteht aus einem Langhaus mit einem kurzen Querschiff, abgeschlossen mit einer halbrunden Apsis. Beim Wiederaufbau ist der Donjon der ehemaligen Burg von Bugnein wiederverwendet und als Glockenturm integriert worden.
Altar und Altaraufsatz aus dem 17. Jahrhundert im Innern der Kirche sind charakteristische Ausstattungsgegenstände im barocken Stil. Der Aufsatz hinter dem Altar nimmt die gesamte Wand der Apsis ein. Das große zentrale Ölgemälde zeigt die Beweinung Christi. Links des Bildes befindet sich an der Seite eine Statue des heiligen Paulus, rechts eine des heiligen Petrus. Der obere Teil des Altaraufsatzes ist mit einem Tympanon mit einer Statuette des Schutzpatrons verziert. Auf dem Tabernakel sind barocke Voluten und gewundene Säulen zu sehen. Auf der Tür des Tabernakels zeigt ein Relief Jesus mit einer Weltkugel mit aufgesetztem Kreuz in der linken Hand, ein Symbol für die Weltherrschaft. Im oberen Teil des Tabernakels zeigt ein Relief den gekreuzigten Christus, beidseitig flankiert von einem Relief, das die Verkündigung des Herrn darstellt.
In der linken Seitenkapelle fällt der Blick auf eine Skulptur auf der Spitze eines stufenförmigen Altaraufsatzes aus Marmor. Sie enthält Reliquien des heiligen Grat, dem ersten Bischof des Bistums Oloron, geboren im 5. Jahrhundert in Lichos. Während der Hugenottenkriege wurden seine Reliquien nach Jaca in Aragonien verbracht, 1621 wieder nach Bugnein zurückgeführt. Der Bischof Joseph de Revol hat sie 1710 wiederentdeckt und es wurde beschlossen, sie gebührend in einem Reliquiar aufzubewahren. Dieser ist eine Büste mit einem hautfarbenen Gesicht und einem Messgewand und einer Mitra bekleidet.

### Schloss von Baylac
Das ursprüngliche Schloss ist im 17. Jahrhundert erbaut. Seit 2013 ist die renovierte Anlage in einen Betrieb mit Chambres d’hôtes (deutsch Fremdenzimmer) umgewandelt.

## Wirtschaft und Infrastruktur

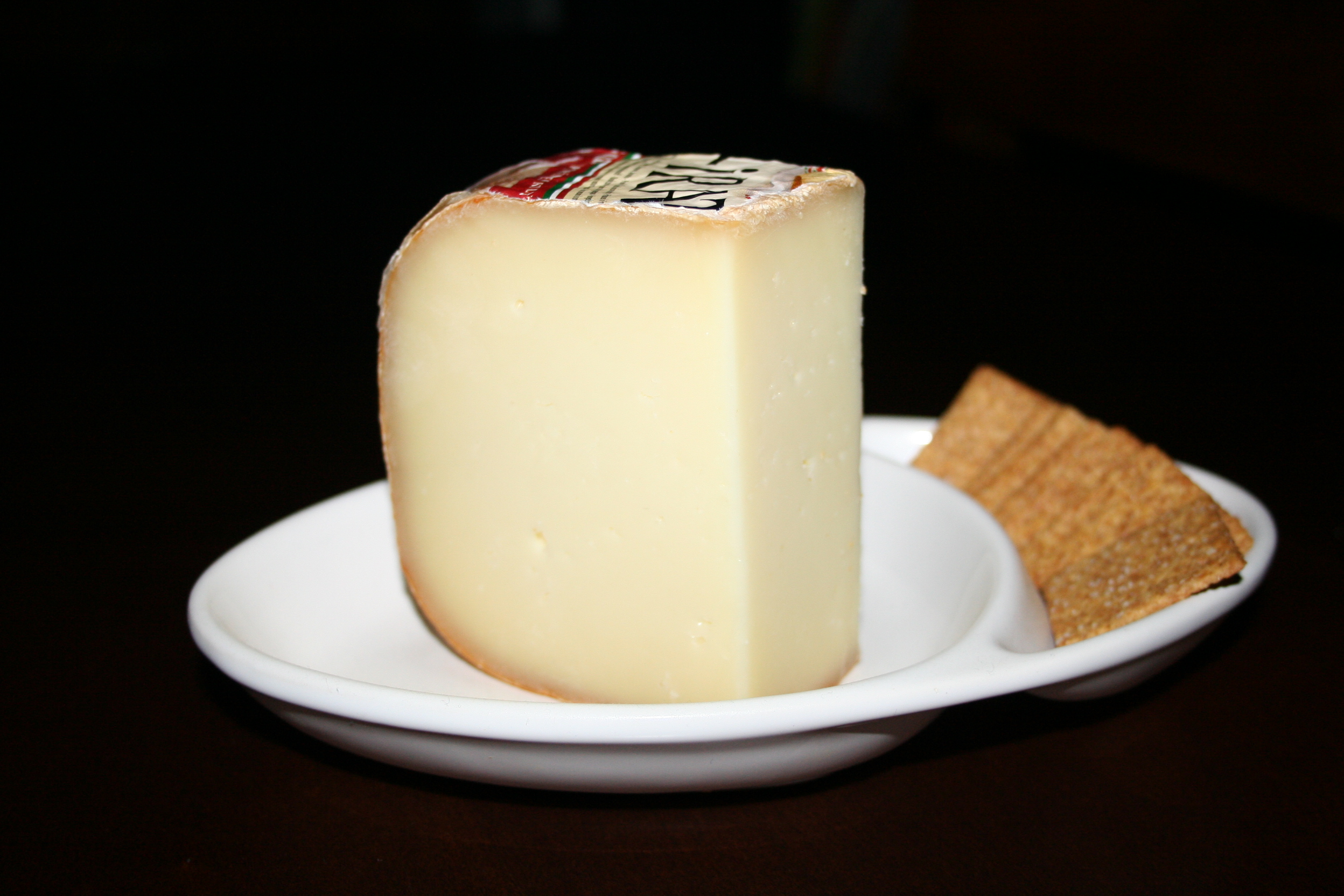
Ossau-Iraty

Die Wirtschaft wird in erster Linie von der Landwirtschaft bestimmt. Bugnein liegt in den Zonen AOC des Ossau-Iraty, ein traditionell hergestellter Schnittkäse aus Schafmilch, sowie der Schweinerasse und des Schinkens „Kintoa“.

### Bildung
Bugnein verfügt über eine öffentliche Grundschule mit 17 Schülerinnen und Schülern im Schuljahr 2016/2017.

### Verkehr
Bugnein ist angeschlossen an die Routes départementales 27, 665 und 974 (ehemalige Route nationale 647) und ist mit einer Linie des Busnetzes Transports 64 über Orthez und Navarrenx mit anderen Gemeinden des Départements verbunden.

## Persönlichkeiten
- André Chilo, geboren am 6. Mai 1937 in Bugnein, gestorben am 10. September 1964 durch einen Autounfall bei Lesperon, war ein französischer Nationalspieler der Rugby Union.